# بن دوك
بن غانون دوك (من مواليد 11 نوفمبر 2005) هو لاعب كرة قدم اسكتلندي محترف يلعب في مركز الجناح الأيمن لنادي ليفربول في الدوري الإنجليزي الممتاز.

## النادي
بدأ دوك مسيرته المهنية في نادي مسقط رأسه Dalry Rovers، قبل أن ينتقل إلى نادي آير يونايتد ثم إلى نادي سلتيك.

### سلتيك
في 26 ديسمبر 2021، بعد أن بلغ 16 عاماً في الشهر السابق، اختير دوك على مقاعد البدلاء في مباراة فوز سلتيك 3-1 خارج أرضه على سانت جونستون. في 29 يناير 2022، ظهر لأول مرة مع سلتيك، حيث دخل كبديل في الدقيقة 68 في مباراة الفوز 1–0 في الدوري الاسكتلندي الممتاز ضد دندي يونايتد.

### ليفربول

#### موسم 2022-23
وقع دوك مع ليفربول في مارس 2022، ومن المقرر أن يحصل سلتيك على تعويض تدريب يبلغ حوالي 600 ألف جنيه إسترليني. في 9 نوفمبر 2022، ظهر دوك لأول مرة مع ليفربول عندما شارك كبديل في الدقيقة 74 في مباراة الفوز 3–2 بركلات الترجيح ضد ديربي كاونتي في الجولة الثالثة من كأس رابطة الأندية الإنجليزية المحترفة 2022–23 على ملعب آنفيلد. وبعد خمسة أيام، وقع أول عقد احترافي له مع ليفربول، بعد أن بلغ سن 17 عاماً.
 ظهر دوك لأول مرة في الدوري مع ليفربول في 26 ديسمبر في فوز – على أستون فيلا، وأصبح أصغر لاعب إسكتلندي يظهر في الدوري الإنجليزي الممتاز.

#### موسم 2023-24
في 30 يوليو 2023، سجل دوك هدفه الأول مع ليفربول في مباراة ودية ضد ليستر سيتي استعداداً للموسم الجديد، حيث فاز فريقه بالمباراة – على ملعب سنغافورة الوطني.
في ديسمبر 2023، أدرج اسمه في القائمة الطويلة لجائزة بي بي سي لأفضل شخصية رياضية شابة لهذا العام.

## المسيرة الدولية
.في 2 سبتمبر 2021، بعد أن كان يمثل سابقاً فريق تحت 16 عاماً، ظهر دوك لأول مرة مع منتخب اسكتلندا تحت 17 عاماً، وسجل في التعادل 1-1 ضد ويلز ساعد فريق تحت 17 سنة في التأهل لبطولة أوروبا تحت 17 سنة 2022، لكنه غاب عن البطولة بسبب الإصابة.
انضم دوك إلى تشكيلة منتخب تحت 21 عاماً لأول مرة في سبتمبر 2022، وعمره 16 ظهر لأول مرة كبديل في 22 سبتمبر 2022 ضد أيرلندا الشمالية وسجل في غضون سبع دقائق؛ وبذلك، أصبح أصغر هداف على الإطلاق لمنتخب اسكتلندا تحت 21 عاماً. 

## الحياة الشخصية
كان جده مارتن دوك أيضاً لاعب كرة قدم، وقد شارك في أكثر من 300 مباراة خلال فترتين مع نادي غرينوك مورتون.

## الإحصائيات
آخر تحديث 15 ديسمبر 2023.
| النادي          | موسم            | الدوري                    | الدوري | الدوري  | الكأس الوطنية | الكأس الوطنية | كأس الدوري | كأس الدوري | أوروبا | أوروبا  | المجموع | المجموع |
| النادي          | موسم            | قسم                       | الظهور | الأهداف | الظهور        | الأهداف       | الظهور     | الأهداف    | الظهور | الأهداف | تطبيقات | الأهداف |
| --------------- | --------------- | ------------------------- | ------ | ------- | ------------- | ------------- | ---------- | ---------- | ------ | ------- | ------- | ------- |
| سلتيك           | 2021–22         | الدوري الاسكتلندي الممتاز | 2      | 0       | 0             | 0             | 0          | 0          | 0      | 0       | 2       | 0       |
| ليفربول         | 2022–23         | الدوري الممتاز            | 2      | 0       | 2             | 0             | 1          | 0          | 0      | 0       | 5       | 0       |
| ليفربول         | 2023–24         | الدوري الممتاز            | 1      | 0       | 0             | 0             | 1          | 0          | 3      | 0       | 5       | 0       |
| ليفربول         | المجموع         | المجموع                   | 3      | 0       | 2             | 0             | 2          | 0          | 3      | 0       | 10      | 0       |
| المجموع الوظيفي | المجموع الوظيفي | المجموع الوظيفي           | 5      | 0       | 2             | 0             | 2          | 0          | 3      | 0       | 12      | 0       |

1. ↑  الظهور في الدوري الأوروبي